# Abasolo (kommun), Coahuila
Abasolo är en kommun i Mexiko.   Den ligger i delstaten Coahuila, i den centrala delen av landet, 900 km norr om huvudstaden Mexico City. Antalet invånare är 991. Arean är 646 kvadratkilometer.
Terrängen i Abasolo är platt västerut, men österut är den kuperad.
Följande samhällen finns i Abasolo:
- Abasolo